# Missile anti-radar
Pour les articles homonymes, voir missile (homonymie).

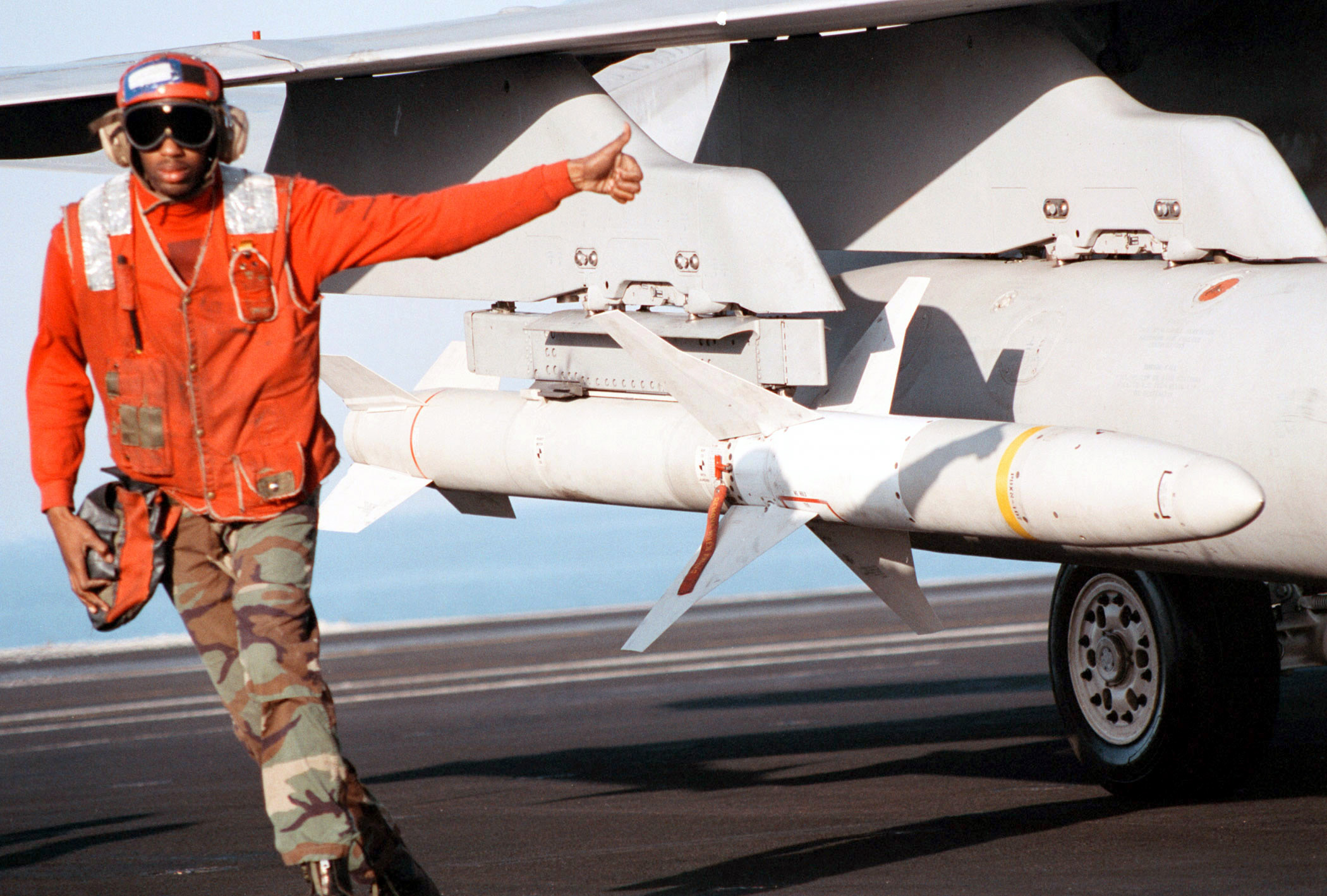
Un missile AGM-88 HARM, sous l'aile d'un F/A-18C de l'US Navy.

Un missile antiradar (en anglais : « Anti-Radiation Missile », ou ARM) est un missile dont le but est de détruire toute forme de cible ayant la particularité de se comporter comme une source d'émissions radar.

## Description

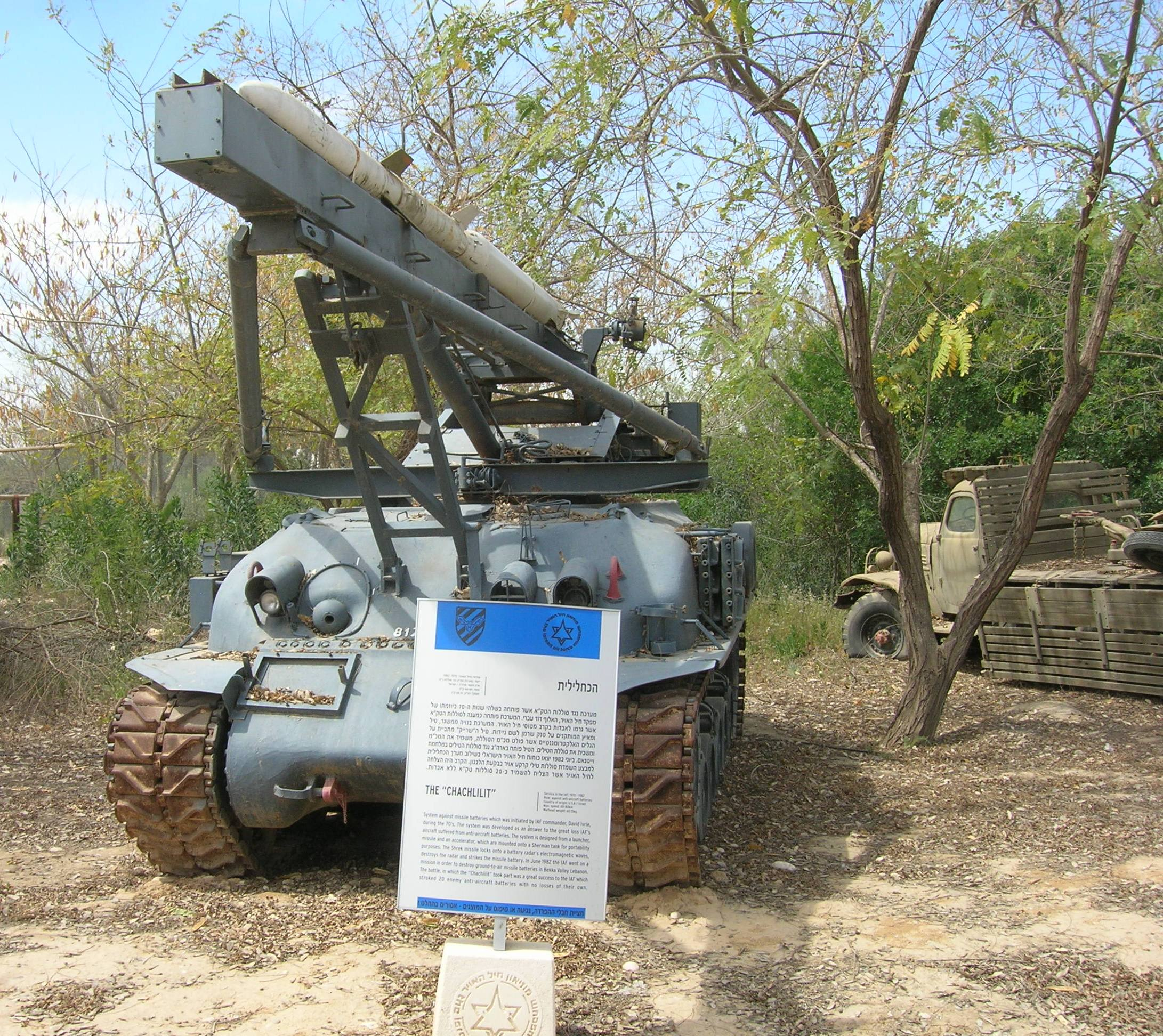
Kachlilit israélien

Employé principalement depuis des avions, il est surtout destiné à sécuriser les zones prévues d'être bombardées, en minimisant toute forme de menace radar ennemie, en particulier les sites sol-air fixes et les véhicules SAM (Surface to Air Missile : missile surface-air). Beaucoup de navires en font également usage, pour réduire la menace représentée par les batteries de missiles antinavires côtières. Ils peuvent également avoir besoin de nettoyer une zone donnée pour le groupe aéronaval qui les accompagne.
Par abus de langage, on pense souvent qu'un missile dit « antiradar » ne sert qu'à détruire des radars, ce qui n'est pas exact, car le missile antiradar cible en-fait l'origine des sources d'émissions radar pour se guider. Partant de ce principe, certains missiles antinavires pourraient également être considérés comme des antiradars, certains modèles achevant leur phase de vol vers leur cible en cherchant à détecter les ondes produites par le radar de veille du navire visé (ex : le missile KSR-5 soviétique).
Le terme anglais d'« Anti-Radiation Missile » (ARM) correspond d'ailleurs mieux au principe de fonctionnement de ce système d'armes.

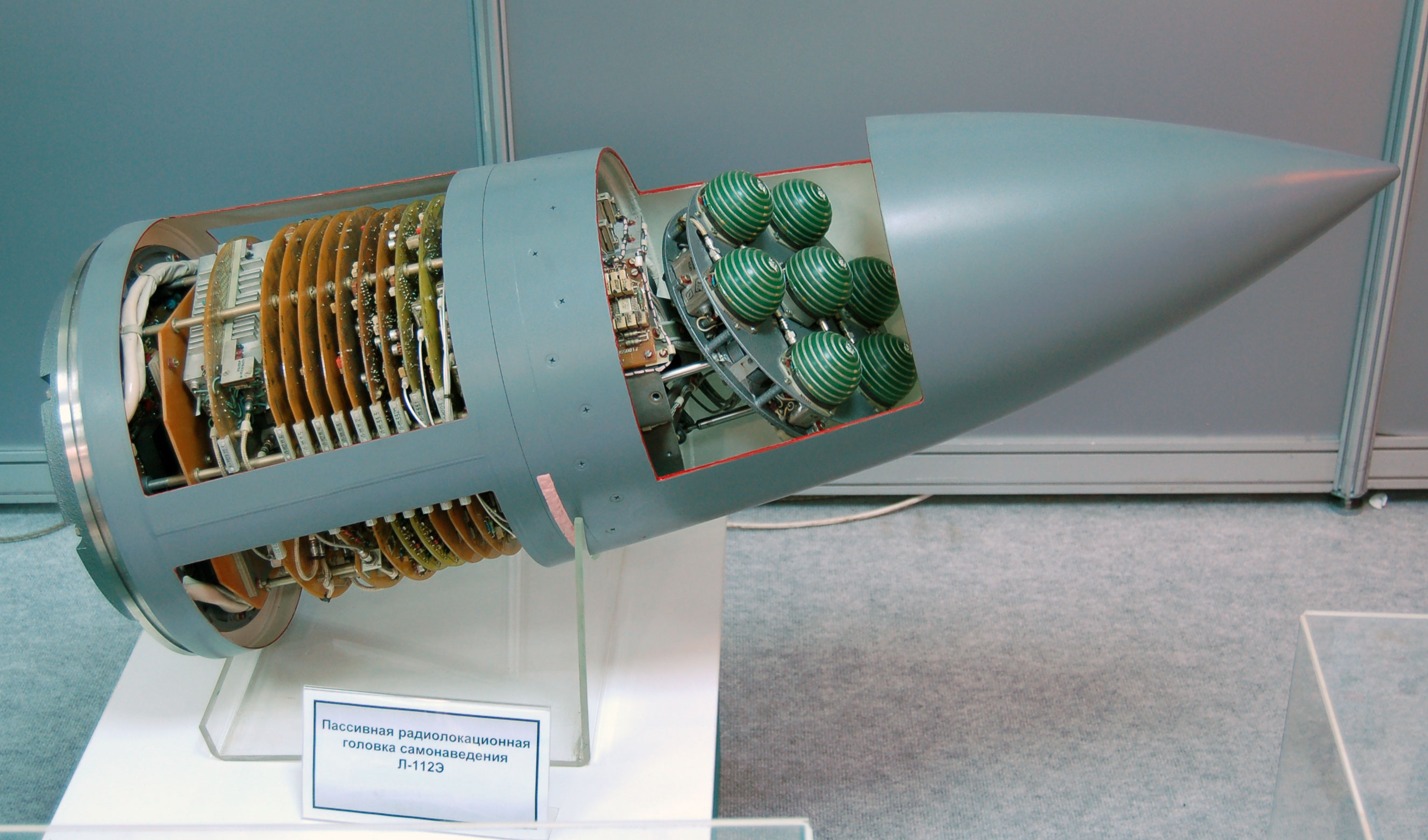
Vue détaillée de l'autodirecteur à radar passif L112E du missile russe Kh-31. Les boules vertes sont les 7 antennes spiralées constituant le réseau interférométrique de l'autodirecteur.

L'armée israélienne a également placé des missiles antiradars sur des véhicules terrestres.

## Principe et fonctionnement
Le missile antiradar est généralement une arme qui repère en vol les émissions radar de sa cible et les utilise pour se guider.
Le radar employé par ces missiles est du type passif, et est généralement constitué d'un plateau mobile équipé de multiples antennes réceptrices, calibrées chacune pour une gamme de fréquence précise. Les modèles les plus modernes ou les plus évolués peuvent scanner plusieurs gammes de fréquences, utilisant alors ce qu'on appelle une antenne « à bande large » (Wide-band).
Parmi les missiles actuels, beaucoup sont des missiles de croisière, dont la portée est importante, et dont le guidage durant la première phase du vol est assuré par une centrale inertielle, souvent assistée d'un altimètre-radar, voire dans certains cas d'un GPS et/ou d'une liaison radio pour les mises à jour en vol.
Un exemple connu de ce type de missiles est le Kh-31P russe.

## Missiles antiradars par pays

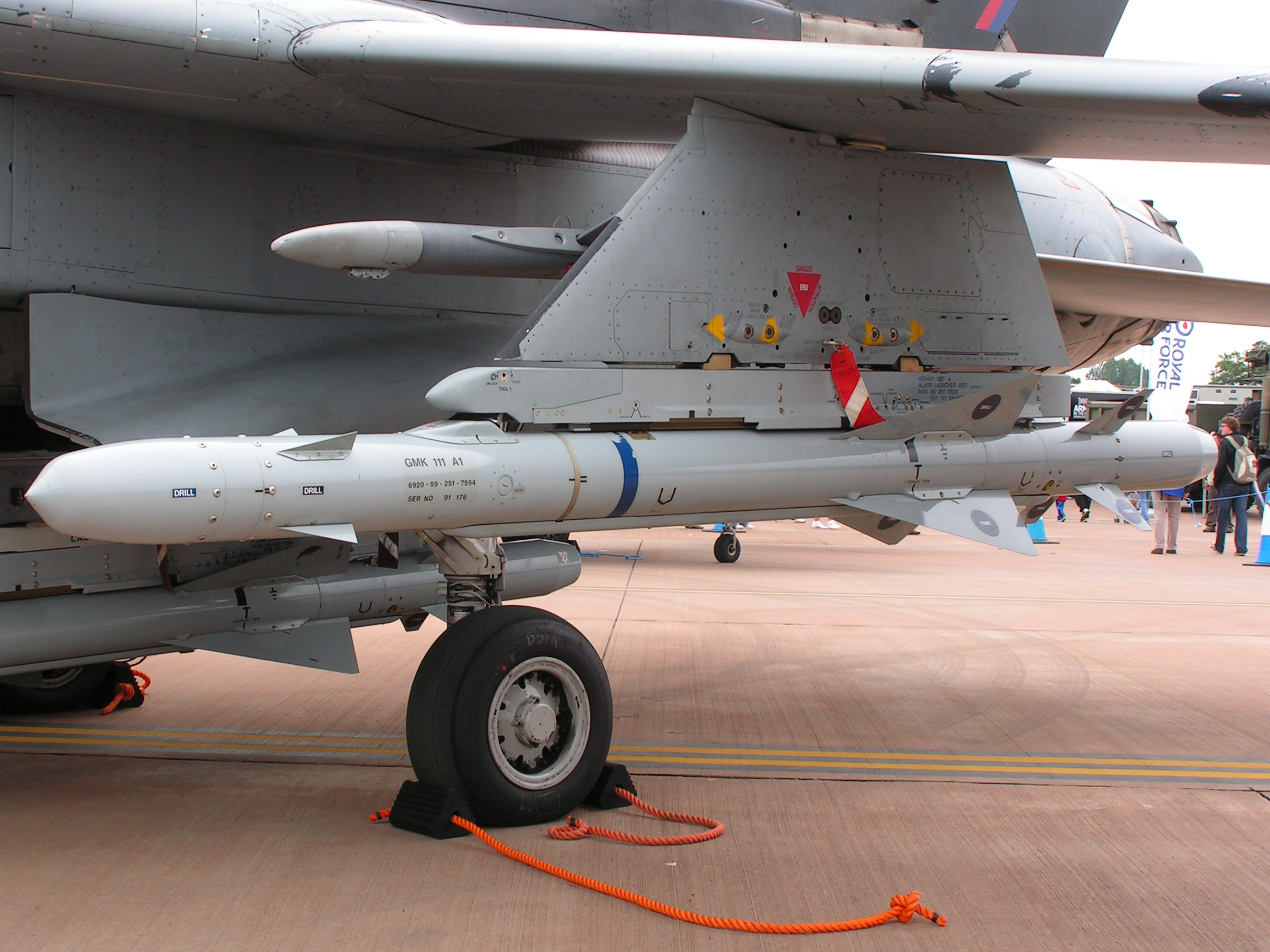
Un missile britannique ALARM, sous l'aile d'un Tornado.

### Brésil
- MAR-1 : Un projet en cours de développement.

### Chine
- YJ-91 : missile antiradar aéroporté. Dérivé du Kh-31 soviétique.
- YJ-12 : dans sa version antiradar.

### États-Unis
- AGM-45 Shrike : missile antiradar aéroporté, dont les performances au combat ne furent pas exceptionnelles.
- AGM-78 Standard ARM : missile antiradar aéroporté, construit à plus de 3 000 exemplaires, employé par les A-6 et F-105 au Viêt Nam.
- AGM-88 HARM : missile antiradar aéroporté, notamment par les F-16 Fighting falcon et F/A-18[3].
- AGM-136 Tacit Rainbow : un projet de missile antiradar abandonné en 1991, juste avant sa mise en production.

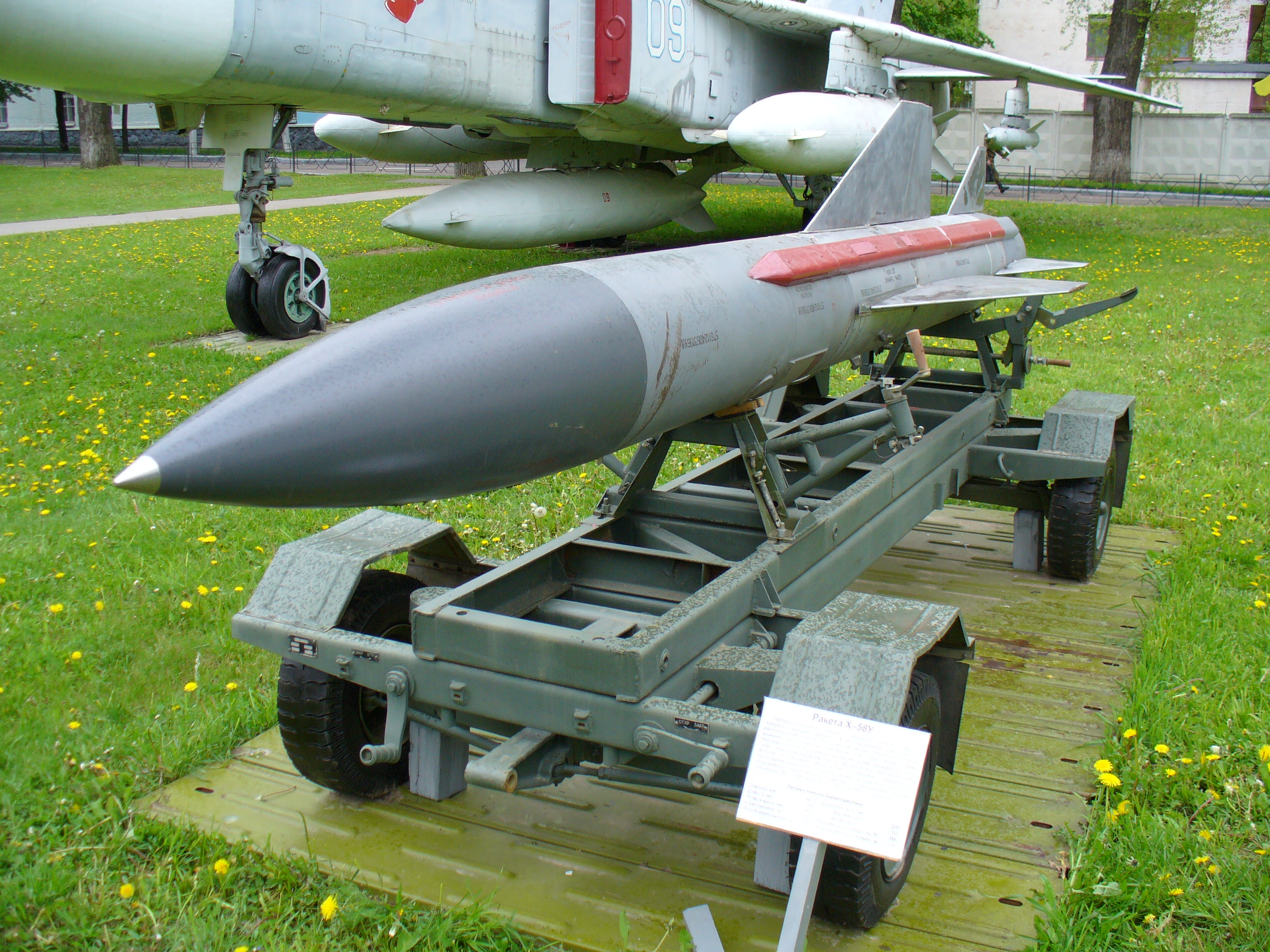
Un Kh-58 soviétique, au musée de la force aérienne ukrainienne.

### France
- AS-37 Martel : Missile antiradar télévision (antiradar pour la version française, guidage télévision pour la RAF). Charge utile 120 kg. Ce missile a été retiré du service en 1999, il a été utilisé en opération au Tchad (conflit avec la Libye). Avions tireurs : Mirage III, Jaguar.

### Royaume-Uni
- ALARM

### Union soviétique/Russie
- Kh-15 : Dans sa version Kh-15P.
- Kh-22 : Dans sa version Kh-22P.
- Kh-28
- Kh-31
- Kh-58
- KSR-5 : Dans sa version KSR-5P.